# Emetikum
Ein Emetikum (von griechisch εμετικόν [φάρμακον], emetikón [phármakon] mit lateinischer Endung, wörtlich „das brechreizende [Medikament]“, Plural Emetika), Brechmittel oder Vomitivum (aus lateinisch vomitus, „das Erbrechen“, Plural Vomitiva) ist eine Substanz, die reflektorisch oder direkt zentralnervös Erbrechen bewirkt. In kleinen Dosen dienen Brechmittel auch als Expektoranzien und gegebenenfalls off label als Anorektikum (Appetitzügler). Da beim Erbrechen der Mageninhalt entgegen der Richtung der normalen Peristaltik transportiert wird, wird gelegentlich auch die Bezeichnung Antiperistaltikum (Plural Antiperistaltika) verwendet.
Medikamente mit gegenteiliger Wirkung heißen Antiemetika.
Folgende Brechmittel sind in der heutigen Medizin gebräuchlich:
- Ipecacuanha-Sirup (auch: Ipecac-Sirup) löst mit bis zu 30 Minuten Verzögerung starkes Erbrechen durch Reizung der verantwortlichen Nervenfasern des Parasympathikus aus.
- Apomorphin, ein dem Morphin verwandtes Medikament, das auf die Dopamin-Rezeptoren des Brechzentrums des Gehirns wirkt und ein Erbrechen auslöst.
- Kupfersulfat, ein Salz, das die Magenschleimhaut reizt und innerhalb von fünf Minuten ein starkes Erbrechen herbeiführt.

## Wirkungsmechanismus
Über die Rezeptoren für Dopamin (D2), Histamin (H1), Acetylcholin (M) und Serotonin (5-HT3) werden die emetischen Reize im Wesentlichen vermittelt. 5-HT3-Rezeptoren finden sich auf postsynaptischen Neuronen endokriner Zellen, auf endokrinen Drüsen des Magens, im Nervus vagus und an vielen Stellen des Zentralnervensystems, insbesondere in der Area postrema. In den enterochromaffinen Zellen des Magen-Darm-Traktes wird der größte Anteil des Serotonins gebildet. Serotonin hat des Weiteren eine wichtige Funktion bei der Reizübertragung in den intramuralen Plexus (Plexus myentericus und Plexus submucosus) des Darms. Beispielsweise führt eine Dehnung der Darmwand, die Verabreichung zytotoxischer Substanzen (Chemotherapie) oder eine Strahlentherapie zur Ausschüttung von Serotonin. Dieses wirkt dann als Neurotransmitter bzw. lokales Hormon. Über afferente Bahnen des Nervus vagus wird letztlich das Brechzentrum in der Formatio reticularis erregt.

## Anwendung bei medizinischer Indikation

### Heutige Anwendungen
Giftstoffe und Medikamente, die z. B. unabsichtlich verabreicht oder suizidal eingenommen wurden, können durch ein Emetikum wieder aus dem Magen der Patienten entfernt werden. Diese Maßnahme ist schneller und unproblematischer als eine Magenspülung (Magenentleerung mittels Magensonde). Allerdings darf es nicht nach Aufnahme gewebegängiger oder ätzender Flüssigkeiten angewendet werden, da dann eine zusätzliche Schädigung der Speiseröhre oder Mundhöhle nicht vermieden werden kann. In solchen Fällen ist stets einer Magensonde der Vorzug zu geben.
Die Verabreichung von Brechmitteln gehört auch zu den traditionellen Methoden der Ayurvedischen Medizin.

### Medizingeschichte
Das absichtliche Herbeiführen des Erbrechens wurde in der mittelalterlichen Medizin ebenso wie andere ausleitende Verfahren (etwa Aderlass oder die Anwendung von Abführmitteln und Schwitzmitteln) häufiger angewandt. In der Neuzeit wurden vor allem bei Verdacht auf Vergiftung als Brechmittel unter anderem die Wurzel der Kermesbeere, Mitragynin-Alkaloide, aus der Gruppe der Indolalkaloide das wirksamste Emetikum Vomicin (Namensgebung), Brechwurzel, Brechweinstein (Kaliumantimonyltartrat), Ammoniumcarbonat, Alaun, Kupfervitriol, Zinkvitriol und Apomorphin aus der Gruppe der Aporphin-Alkaloide, verwendet. Man hielt Erbrechen jedoch auch für wirksam bei Katarrhen, „fieberhafter Aufregung“ und „Wahnsinn“ sowie bei Erstickungsgefahr durch ein Objekt in der Speiseröhre. In diesem Fall wurde Brechweinstein unter die Haut gespritzt.
Obwohl die wissenschaftliche Psychiatrie im 19. Jahrhundert den Brechmitteln zunehmend kritischer gegenüberstand, wurden sie in der Praxis noch häufig verwendet.

## Anwendung zur Beweissicherung
Besteht der Verdacht, dass jemand verschluckte Betäubungsmittel im Magen transportiert (Body Packing), haben Strafverfolgungsbehörden ein Interesse an der Sicherstellung der Drogen als Beweismittel. Die Magenentleerung kann mittels eines Emetikums beschleunigt werden (im Vergleich zur natürlichen Ausscheidung über den Kot – die auch mittels Abführmittel beschleunigt werden kann). Die Rechtmäßigkeit einer solchen Maßnahme ist wegen medizinischer Risiken, rechtlicher und rechtsstaatlicher Prinzipien allerdings umstritten.
In Deutschland nutzten (grob zwischen 1990 und 2006) Bremen, Niedersachsen, Berlin, Hessen und Hamburg Brechmittel zur Beweissicherung. Sie stützen sich dabei auf § 81a StPO, dessen Absatz 1 wie folgt lautet: Eine körperliche Untersuchung des Beschuldigten darf zur Feststellung von Tatsachen angeordnet werden, die für das Verfahren von Bedeutung sind. Zu diesem Zweck sind Entnahmen von Blutproben und andere körperliche Eingriffe, die von einem Arzt nach den Regeln der ärztlichen Kunst zu Untersuchungszwecken vorgenommen werden, ohne Einwilligung des Beschuldigten zulässig, wenn kein Nachteil für seine Gesundheit zu befürchten ist.
33 Staaten des Europarates lehnten den Brechmitteleinsatz ab, darunter Länder wie Albanien, die Ukraine und die Türkei. Der Oberster Gerichtshof der Vereinigten Staaten entschied bereits 1952, dass 'diese Methoden zu sehr an Folterhandlungen heranreichen'.

### Risiken
Im Zusammenhang mit Brechmitteleinsätzen sind wiederholt Todesfälle beschrieben worden. Brechmittel können insbesondere beim Mallory-Weiss-Syndrom, bei schweren Magenschädigungen durch Karzinome und bei anderen Vorschädigungen im Speisetrakt gefährlich wirken. Unabhängig von Vorerkrankungen ist bei jedem Erbrechen eine Aspiration (Einatmen des Speisebreis), die Reizung des Nervus vagus und ein Bolustod möglich.

### Rechtliche Bewertungen (Deutschland)
Das OLG Frankfurt entschied 1996, dass das „Verabreichen von Brechmitteln“ „gegen die Menschenwürde und gegen das allgemeine Persönlichkeitsrecht“ verstoße.
Nach dem Todesfall Achidi John stellte das Bundesverfassungsgericht klar, dass es Brechmitteleinsätze niemals gebilligt habe. 1999 hatte das Gericht zwar in einem Fall festgestellt, dass die Verabreichung der Brechmittel „im Hinblick auf die [...] Menschenwürde und den [...] Grundsatz der Selbstbelastungsfreiheit grundsätzlichen verfassungsrechtlichen Bedenken nicht begegnet“. Doch zunächst müssten medizinische Fragen geklärt werden. Das Bundesverfassungsgericht stellte aber klar, dass dies nichts darüber aussage, inwieweit eine zwangsweise Verabreichung zulässig sei.
Am 11. Juni 2006 urteilte der Europäische Gerichtshof für Menschenrechte (EGMR), dass die zwangsweise Verabreichung eines Brechmittels durch eine Magensonde in Europa unzulässig ist (Individualbeschwerde Nr. 54810/00). Sie verstößt erstens gegen das Verbot unmenschlicher und erniedrigender Behandlung nach Art. 3 Europäische Menschenrechtskonvention (EMRK). Werden die dadurch gewonnenen Erkenntnisse in einem Strafverfahren verwertet, so liegt darin zweitens eine Verletzung des Menschenrechts, sich nicht selbst zu beschuldigen (Art. 6 Abs. 1 EMRK, nemo-tenetur-Prinzip) und damit zugleich eine Verletzung des Anspruchs auf ein faires Verfahren, was zu einem Beweisverwertungsverbot führen kann. Der früher teilweise in Deutschland zu § 81a StPO vertretene entgegengesetzte Standpunkt, indem das Bundesverfassungsgericht zwar keine Aussage zur rechtlichen Zulässigkeit der Brechmittelverabreichung getroffen hatte, sondern die Verfassungsbeschwerde aus formalen Gründen zurückgewiesen wurde, ist damit überholt.
Ob der erzwungene Brechmitteleinsatz unter den engeren Begriff der Folter im Sinne der UN-Antifolterkonvention fällt, ist ungeklärt. Dagegen spricht, dass es nicht um die Erpressung eines Geständnisses und offiziell auch nicht um „Bestrafung“ geht. Andererseits dient die Maßnahme sehr wohl der Abschreckung.
Auch unabhängig vom dabei eingesetzten Zwang ist die Verabreichung eines Brechmittels als Ermittlungsmaßnahme umstritten. Je nach Schwere des Tatvorwurfs kann diese Maßnahme gegen den Grundsatz der Verhältnismäßigkeit verstoßen. Der EGMR sieht die Ausscheidungskontrolle als milderes Mittel an. Dies ist nicht unumstritten. Ferner wird der Verdächtige mittelbar dazu gezwungen, sich selbst zu belasten, wenn man von ihm die Einnahme eines Brechmittels verlangt (auch ohne Zwang). Zumindest muss die Verabreichung des Brechmittels durch einen Arzt erfolgen, der eine mögliche Kontraindikation prüfen muss, wie Bewusstseinsstörungen, alkoholisierter Zustand, akute Krankheitszustände, Erkrankungen in der Magen-Darm-Gegend und im Herz-Kreislauf-System.

### Ethisch-politische Erwägungen
Weitere Probleme sind:
- der Eingriff ist medizinisch nicht notwendig (die üblicherweise aus dem Magen gewonnenen Drogenpakete sind kleine, hart gepresste und mehrfach eingeschweißte Kokain-Kügelchen oder Crack-Steine,[16] die nur höchst selten undicht werden)
- die relative Nutzlosigkeit – selten reicht der reine Drogenanteil des sichergestellten Materials für eine längerfristige Freiheitsstrafe aus

Eine denkbare Alternative wären spezielle „Drogenklos“, welche die vermuteten Betäubungsmittel nach der natürlichen Magen-Darm-Passage aufnehmen können, wie dies z. B. in der Untersuchungshaftanstalt in Hamburg bereits geschieht. Nachteilig sind hierbei die unter Umständen lange Wartezeit, die nur durch eine Verabreichung eines Abführmittels verkürzt werden kann. Die Wartezeit bis zur Ausscheidung könnte mit der maximal zulässigen Zeit des Polizeigewahrsams kollidieren, was die Anordnung der Untersuchungshaft notwendig machen würde. Zudem besteht das Risiko des sofortigen Wiederversteckens nach Ausscheidung.

### Debatte in Deutschland
Der damals Vorsitzende der SPD-Fraktion in der Hamburgischen Bürgerschaft, Holger Christier, sagte im Februar 2001 zum Brechmitteleinsatz zur Beweissicherung: „Das ist ja eine unangenehme Geschichte von Polizeiarbeit, und nach meiner Überzeugung verstößt das eigentlich auch gegen die Menschenwürde. Der jetzige Stand in Hamburg ist: Wir brauchen keine Brechmittel.“ Der spätere Hamburger Justizsenator Roger Kusch sagte, die Einführung des Brechmitteleinsatzes durch Olaf Scholz zwei Monate vor der Bürgerschaftswahl im September 2001 sei eine Kehrtwende um 180 Grad gewesen; „Die hatte einen Geruch vom Unseriösen“. Nach dem Todesfall Achidi John in Folge eines Einsatzes von Brechmittel im Dezember 2001, veranstaltete der Deutsche Gewerkschaftsbund Anfang 2002 eine Diskussionsrunde zum Thema Brechmitteleinsatz. Der damalige ver.di-Chef von Hamburg, Wolfgang Rose, lehnte die Methode als unverhältnismäßig ab. Auch der damalige Präsident der Hamburger Ärztekammer, Frank Ulrich Montgomery, sprach sich gegen die Methode und für Abführmittel aus. Olaf Scholz verteidigte die Methode als alternativlos. Aus Sicht des damaligen Vorsitzenden der Gewerkschaft der Polizei, Konrad Freiberg, gab es ohne Brechmittel keine Beweise und ohne Beweise keine Verurteilungen. Berlin und Niedersachsen beendeten die Brechmittelverabreichung nach dem Tode Johns. Auch die Bremische Bürgerschaft debattierte über den Fall. Die Grünen beantragten die Beendigung der Praxis der Brechmitteleinsätze; der Antrag wurde abgelehnt. In Bremen wurde die Praxis erst 2005 beendet, als Laya-Alama Condé nach einem Brechmitteleinsatz verstarb. Hamburg beendete die Praxis (als letztes Bundesland) 2006 nach dem Urteil des EGMR.

## Missbrauch bei Essstörungen
Bei schweren Formen von Bulimie setzen Erkrankte auch Brechmittel ein, um nach einem Essanfall den Magen schnell wieder zu entleeren, ähnlich wie Magersüchtige gelegentlich Abführmittel zum schnellen Abnehmen einnehmen. Beide Medikamentengruppen haben bei wiederholter Anwendung, gerade bei missbräuchlicher, Elektrolytverschiebungen (abnormale Zusammensetzung der Blutsalze) zur Folge und sind damit über mögliche Provokationen von epileptischen Krampfanfällen und Herzrhythmusstörungen potenziell lebensbedrohlich.
Der häufige Durchgang der Magensäure durch Speiseröhre, Mund und Nase schädigt bereits nach wenigen Einsätzen die empfindlichen Schleimhäute. Abgesehen von der Zerstörung von Geschmacks- und Geruchssinn kann bei längerem Missbrauch Speiseröhrenkrebs die Folge sein. Brechmittel sind verschreibungspflichtig.